# Breidnes-Halbinsel
Die Breidnes-Halbinsel (norwegisch Breidneset, wörtlich übersetzt breites Vorgebirge, in Australien Broad Peninsula) ist eine felsige Halbinsel an der Ingrid-Christensen-Küste des ostantarktischen Prinzessin-Elisabeth-Lands. Sie liegt zwischen dem Ellis-Fjord und dem Langnes-Fjord in den Vestfoldbergen.
Norwegische Kartografen, die auch die deskriptive Benennung vornahmen, kartierten sie anhand von Luftaufnahmen, die bei der Lars-Christensen-Expedition 1936/37 entstanden.